# Produktionsschule Barmbek
Die Produktionsschule Barmbek ist eine von acht Hamburger Produktionsschulen. Sie wurde 2009 gegründet und hat ihren Sitz im Hamburger Stadtteil Barmbek-Nord.

## Beschreibung und pädagogische Ziele
Die Produktionsschule Barmbek ist gleich der Produktionsschule Harburg ein Betrieb und Berufsvorbereitungsschule der Stiftung Berufliche Bildung und wird von der Behörde für Schule und Berufsbildung finanziert. Sie ist Bestandteil des Übergangssystems Schule-Beruf, stellt ein Alternativangebot zur Ausbildungsvorbereitung an berufsbildenden Schulen und ist insofern Schulpflicht ersetzend. Zielgruppe sind Schüler, die im letzten Schulpflichtjahr stehen.
Die pädagogische Ausrichtung ist stark praxisorientiert. Es gibt fünf Gewerke, in denen die Schüler schwerpunktmäßig arbeiten: Holz, Metall, Kosmetik, Gastronomie, kaufmännischer Bereich. Daneben wird Unterricht erteilt in den Kernfächern Deutsch, Mathematik und Englisch. Zudem finden Berufsorientierung und Bewerbungstraining statt.
Ziel ist es, dass die Schüler über die praktischen Tätigkeiten Selbstbewusstsein, Motivation und handwerkliches Geschick entwickeln, damit sie die Anschlussperspektive, also den Übergang in die Ausbildung schaffen. Außerdem können sie den Ersten Allgemeinbildenden Schulabschluss erwerben.